# Ханстеен, Вигго
Харальд Вигго Ханстеен (норв. Viggo Hansteen) (13 сентября, 1900 год, Кристиания — 10 сентября 1941 год, Осло) — участник норвежского анифашистского движения Сопротивления, адвокат. Казнен немецкими оккупационными властями за организацию забастовки.

## Биография
Харальд Вигго Ханстеен родился 13 сентября 1900 года в Кристиании (ныне Осло). В молодости состоял в левой организации  Mot Dag, которая тесно сотрудничала с Компартией Норвегии. После разрыва между  Mot Dag и норвежской компартией в 1929 году Ханстейн остался членом коммунистической партии.
В 1933 году Ханстеен выучился на адвоката и впоследствии работал юридическим консультантом в Норвежской конфедерации профсоюзов.
В 1940 году вместе с норвежским правительством в изгнании эвакуировался в Лондон, но в июле того же года вернулся в Норвегию.
Во многом именно благодаря заслугам Ханстеена, коллаборационистской партии Видкуна Квислинга не удалось захватить контроль над норвежскими профсоюзами.
В сентябре 1941 года из-за начала войны с Советским Союзом в Норвегии начались проблемы со продовольственным снабжением. Данное событие вызвало большое недовольство среди норвежских рабочих, которым перестали выдавать ежедневный «молочный паек». В ответ на это, норвежские рабочие 8 сентября покинули свои рабочие места и разошлись по домам.
На следующий день, 9 сентября 1941 года, стараниями Вигго Ханстеена и профсоюзного активиста Рольфа Викстрёма была организована масштабная забастовка, в которой приняли участие 25 тысяч жителей Осло.
За организацию забастовки Ханстеен и Викстрём были арестованы немецкими властями и 10 сентября, по приказу главы Рейхскомиссариата Норвегия Йозефа Тербовена, расстреляны.
Вигго Ханстеен и Рольф Викстрём являются первыми норвежскими гражданам, казненными немецкими оккупационными властями.

## Личная жизнь
Вигго Ханстеен был женат на Кирстен Ханстеен (в девичестве, носила фамилию Мое) (1903—1974), которая после войны занимала пост министра в норвежском правительстве и была депутатом норвежского парламента от компартии.

## Память
Вигго Ханстеену и Рольфу Викстрёму поставлен памятник в Осло.
Также именем Ханстеена названа улица в норвежском городе Лиллестрём.